# Сера д'Асти (Асти)
Сера д'Асти је насеље у Италији у округу Асти, региону Пијемонт.
Према процени из 2011. у насељу је живело 99 становника. Насеље се налази на надморској висини од 202 м.